# Viktor Vuiacici
Viktor Vuiacici (în rusă Виктор Лукьянович Вуячич; n. 11 iulie 1934, Harkov, RSS Ucraineană, URSS – d. 17 septembrie 1999, Minsk, Belarus) a fost un cântăreț rus.